# تو دائو موت
تو دائو موت (به لاتین: Thủ Dầu Một) یک شهر در ویتنام است که در استان بین دونگ واقع شده‌است.

## خصوصیات
تو دائو موت ۱۱۸٫۶۶ کیلومترمربع مساحت و ۲۴۴٬۲۷۷ نفر جمعیت دارد.